# Mahmoud Pacha (1853-1903)
Damad Mahmoud Celaleddin Pacha, né en 1853 à Constantinople et mort le 17 décembre 1903 à Bruxelles est un poète, écrivain et un haut fonctionnaire ottoman.

## Biographie
Il est né à Constantinople en 1853. Son père était Damat Gürcü Halil Rifat Pacha, qui avait été capitaine-i-I deryâs quatre fois dans l’Empire ottoman et sa mère était sa deuxième épouse, Ismet Hanım. Après avoir grandi dans l’enseignement privé, il était fonctionnaire privé. Il a servi deux ans au consulat de Paris, améliorant son Français.
Le 28 décembre 1876, pendant le règne du sultan Abdülaziz, il épousa Seniha Sultan, fille du sultan ottoman Abdülmecid Ier, et devint le marié de la dynastie ottomane. Ses fils, les princes Sultanzade Sabahaddin et Ahmet Lütfullah.

### Palais de justice
Après le renversement d’Abdulaziz et le trône d’Abdülhamid II, le 30 mars 1877, il devient pacha de la justice. Le 18 avril 1878, il sert dans le cabinet de Mehmet Sadiq Pacha comme palais de justice.
Mahmoud Jaâleddin Pacha, pendant le chœur de la cour a pris de nouvelles dispositions. Il élargit le champ d’application de l’amnistie générale; Il a ordonné que la peine des personnes condamnées à la prison à vie pour meurtre soit convertie en une peine temporaire d’aviron et la libération de ceux qui ont purgé un tiers de leur peine. Le superviseur a comblé l’écart avec l’officier. Une nouvelle loi de procédure a été réglementée pendant son temps, mais n’a pas pu être mise en œuvre.

### Licenciement
Quelques mois plus tard, il a été démis de ses fonctions de juge du palais de justice au motif qu’il avait eu une liaison avec le comité de Skelyeri-Aziz, qui était organisé pour détrôner Abdulhamid. Plus tard, lorsqu’il est devenu clair qu’il n’avait aucun lien avec ce comité, on lui a offert l’adhésion à l’Evkaf et à l’État shura-yi, mais il n’a pas accepté ces fonctions.
Mahmut Pacha a fait de son manoir un conseiller en poésie pendant cette période où il n’était pas membre officiel. Mahmut, qui écrivit des poèmes avec le mahla d’asaf, consacra une partie de son temps à l’éducation de ses fils. Il a nommé les grands noms de l’époque comme enseignants pour leur fils. D’autre part, il écrit ses critiques et ses suggestions pour suivre de près le cours de la politique et le transmettre au sultan. Il voulait négocier l’appel d’offres du chemin de fer de Bagdad pour être attribué à une société appartenant aux Britanniques; L’octroi de concessions aux Allemands a accru la colère et le ressentiment.

### Exil en Europe
En 1899, il s’enfuit en Europe avec ses deux fils, Sabahaddin et Lütfullah, en raison de son opposition à Abdulhamid II. Il est allé à Marseille de là à Paris. Il a été accueilli avec intérêt par les Jeunes-Turcs, qui étaient hostiles à l’administration Abdulhamid. Après que certains Jeunes-Turcs se sont mis d’accord avec le gouvernement et sont rentrés chez eux, il a commencé à apparaître comme un leader parmi ceux qui restent. Le 1er janvier 1900, il envoie une lettre en Français, publiée dans Mashhadet adressée au propriétaire du journal Ahmed Rıza, disant qu’il accueillait les Jeunes-Turcs avec beaucoup d’appréciation. Il publia une lettre qu’il écrivit au sultan dans divers journaux. Dans la lettre, il critiqua le sultan et son autour de lui.
Il se rend à Genève avec ses fils pour faire face à la situation du journal ottoman publié à Genève. Isaac Sukûtilui a donné tous les droits et les questions du journal. Mahmut a critiqué la cérémonie de vacances dans le palais dans une langue très lourde pendant la cérémonie, le 1er avril 1900, les princes Sabahaddin et Lütfullah ont également publié une deuxième lettre avec une déclaration dure. Le palais a essayé tous les sens pour retourner son gendre à la maison, et finalement des nouvelles ont été entendues que la propriété du pacha avait été contenue. Mahmut s’en fichait.
Il se rend en Angleterre le 29 mai 1900 avec ses fils pour sortir le journal ottoman à Londres, où il dépense ses biens, et il publie le journal à Londres à partir du 1er juillet 1900. Les négociations et la correspondance entre lui et le palais exigeant son retour à Constantinople ont eu lieu.

### En Égypte
Mahmut et ses fils ont quitté Londres sous la pression du gouvernement de Constantinople et se sont rendus en Égypte à l’invitation de l’Égyptien Pheathen Abbas Hilmi Pacha. Il a publié son travail Tezkire-i ulemâ au Le Caire avec divan, qui a recueilli ses poèmes avec l’asâf mahla. Le palais a poursuivi ses efforts pour ramener le pacha. Hidiv tenta également de convaincre pacha et ses fils de retourner à Constantinople.

### Dernières années et congrès des Jeunes-Turcs
Quand l’Égypte a rompu avec Hidivi, il a quitté l’Égypte et est retourné à Paris. Son voyage sur l’île de Corfou a provoqué des tensions entre les relations gréco-ottomanes parce qu’il ne pouvait pas entrer dans l’air parisien. Pasha tombe malade à Korfu et quitte l’île. Il a soutenu ses fils, qui ont essayé d’organiser un congrès qui englobe tous les groupes turcs jeunes. Le Congrès turc a eu lieu en France le 4 février 1902. Mahmoud Pacha est devenu le leader honoraire du congrès.
Mahmut mourut le 17 décembre 1903 à Bruxelles, où il fut amené passer l’hiver. Abdulhamid II a déclaré que même s’il voulait que ses funérailles soient amenées à Constantinople, ses fils ne le rendraient pas à moins que le régime de légitimité ne soit déclaré dans le pays. Les funérailles de Pacha ont été enterrées dans la tombe turque du cimetière du Père Lachaise en France. La cérémonie funèbre s’est transformée en un rassemblement de Jeunes-Turcs. Des textes de discours enflammés lus au début de la tombe ont été publiés dans le journal ottoman. En 1908, à l’annonce de La Légitimité, son corps fut amené à Constantinople par une grande cérémonie. Eyupsultana été enterré dans la tombe familiale où la tombe de son père a été trouvée.

### Mahmud Paşha dans la culture populaire
La série télévisée turque Payitaht: Abdülhamid, retrace les 13 dernières années du sultan Abdülhamid II de 2017 a 2021, il est interprété par Hakan Boyav.